# Орден Заслуг (Португалия)
Орден Заслуг (порт. Ordem do Mérito) — государственная награда Португалии, вручаемая за выдающиеся заслуги в государственном или частном секторе.

## История
Учреждён 30 января 1929 года президентом Республики Португалия Ошкаром Фрагозу под названием «орден Благотворительности» или «Добрых намерений» (порт. Ordem da Instrução e da Benemerência). В 1976 году переименован в орден Заслуг.

## Степени
Орден имеет шесть степеней:
- — Кавалер Большого креста (Grã-Cruz — GCM);
- — Гранд-офицер или Великий офицер (Grande-Oficial — GOM);
- — Командор (Comendador — ComM);
- — Офицер (Oficial — OM);
- — Кавалер (Medalha — MedM);
- Почётный член (Membro Honorário — MHM).

При этом Большой крест носится на широкой ленте (чёрная лента с жёлтой полосой посередине) через плечо (от правого плеча к левому бедру), а гранд-офицер и командор — на шее. Первые три степени имеют наградные планки (первые две c позолотой, для III степени — посеребрёная). Кавалер носит орден на ленте, с розеткой, на левой стороне груди.

## Знаки отличия
Орден представляет собой синий эмалированный мальтийский крест в золотой оправе, подвешенный на золотом лавровом венке. В центре креста находится золотой медальон с белым эмалированным кольцом вокруг золотой пятиконечной звезды в синем круге. По кольцу расположена надпись: BEM MERECER. На обратной стороне ордена находится герб Португалии, расположенный в центре голубого кольца с надписью REPÚBLICA PORTUGUESA.